# 環境管理士
環境管理士（かんきょうかんりし）は、特定非営利活動法人日本環境管理協会が実施する通信教育の修了者、または検定試験の合格者に付与される民間資格である。
環境の保全と改善、その活動と指導を行うための職業資格で、初歩相当の6級から専門的知識相当の1級がある。

## 資格の法的位置付け
「環境の保全のための意欲の増進及び環境教育の推進に関する法律」における人材育成・人材認定事業の登録制度で、育成事業（通信教育）と認定事業（通信教育・検定試験）に登録されている。

## 取得
- 通信講座（4級・3級・2級） Eラーニングまたは従来型の通信講座を受講して認定試験に合格する。
- 検定試験（6級・5級・4級・3級・2級・1級）6級・5級は団体受験のみ実施する。
- 指定教育機関で通学講座[1]を受講し、認定試験を受験する。

## 通信講座による資格取得
- 受講資格 学歴・性別・経験を問わず18歳以上
- 合否基準 正答率60パーセント (％) 以上
- 費用 初回申込料4,000円、受講料12,000円/1分野

## 検定試験による資格取得
- 受験資格 小学校高学年以上
- 試験内容
  - 6級 環境管理の初歩的な知識（小学校高学年・中学校課程程度の環境知識）
  - 2級 環境管理の専門的な知識（4年制大学課程程度の環境知識）
  - 1級 環境管理の高度な専門知識（環境管理専門家の実務能力）
- 合否基準 6級 - 2級 正答率60％以上、1級 70％以上
- 受験料 6級2,000円、1級15,000円

## 免許登録
4級から2級の通信講座修了者と4級以上の検定試験合格者は「環境管理士免許証」申請が可能である。終身有効、登録料60,000円、携帯免許証は1年毎更新で9,000円。